# Richard Franklin (reżyser)
Richard Franklin (ur. 15 lipca 1948 w Melbourne, zm. 11 lipca 2007 tamże) – australijski reżyser filmowy.
Był studentem Uniwersytecie Południowej Kalifornii, gdzie wśród jego kolegów byli między innymi: John Carpenter, George Lucas i Robert Zemeckis. Jako 21-latek wyreżyserował 13 odcinków serialu "Homicide". Do Australii wrócił w 1970.
Karierę zaczynał od pastiszu filmu Alfreda Hitchcocka, Patrick, a następnie Roadgames z Stacy Keach i Jamie Lee Curtisem. Największą popularność przyniosło mu wyreżyserowanie kontynuacji wielkiego dzieła Hitchcocka, Psychozy II z Anthony Perkinsem.
Zmarł w wieku 58 lat. Przyczyną śmierci był rak prostaty.